# FLNC del 22 de octubre
El FLNC del 22 de octubre (FLNC-22O) es una escisión del Frente de Liberación Nacional de Córcega. Nacido el 22 de octubre de 2002, es rival del FLNC-UC y ha condenado su tregua del 14 de noviembre de 2003 y la unión de los diferentes grupos nacionalistas en vísperas de las elecciones territoriales de marzo de 2004.
El FLNC del 22 de octubre está ligado a Corsica Viva

## Historia
Desde el año 2000, el FLNC del 22 de octubre disfrutó de una cierta dinámica en comparación con otros, en particular el FLNC-UC, que se dice que está cerca de Charles Pieri (en ese momento encarcelado). Nunca ha decretado una tregua sobre los ataques y ha sido hostil a la política de "mano extendida" frente a los funcionarios electos corsos tradicionales y a la política de unión con los autonomistas. El mantenimiento de una línea dura por parte del FLNC-22O le aseguró una cierta ventaja con los partidarios de la "radicalización frente al Estado". Pero desde el final de esta década, la organización gradualmente perdió influencia.
En 2006, tres de sus miembros murieron accidentalmente durante los ataques como los de Alexandre Vincenti (durante un atentado fallido en Aix-en-Provence en enero), y de Antoine Schinto y Stéphane Amati (en agosto, durante a un atentado fallido a una corte en la Alta Córcega). Luego, entre 2007 y 2008, la organización se vio gravemente afectada por numerosos arrestos, así como por la presunta partida de algunos de sus activistas hacia una nueva rama clandestina que se creó entonces, la "FLNC 1976".
No ha reclamado más ataques desde este período, y solo ha aparecido ocasionalmente mediante comunicados de prensa (en 2010, durante elecciones territoriales, puis en 2013, à l'occasion d'une visite ministérielle). El 2 de mayo del 2016 se habló nuevamente sobre el FLNC del 22 de octubre durante una conferencia de prensa, anunciando una tregua ilimitada (pero no la desmilitarización, a diferencia de FLNC-Union des Combattants) en respuesta a las últimas elecciones de la Asamblea de Córcega, para darle "la posibilidad de gestionar serenamente este mandato".

### Lucha contra el islamismo radical
En un comunicado de prensa publicado el 28 de julio de 2016, el FLNC-22O también toma una posición sobre el tema de terrorismo islamista vinculado a Estado Islámico. Cuestiona la capacidad del Estado francés para proteger a Córcega y afirma haber frustrado un ataque en suelo corso. El FLNC-22O envía una advertencia a los islamistas radicales y les promete una "respuesta determinada".